# Теорема Римана об отображении
Теорема Римана об отображении (в комплексном анализе именуемая просто теоремой Римана) — классический результат 2-мерной конформной геометрии и одномерного комплексного анализа.
Пусть {\displaystyle U} — область на расширенной комплексной плоскости, являющаяся односвязной, причём её граница содержит более одной точки. Тогда существует голоморфная функция {\displaystyle f} на единичном круге {\displaystyle \Delta =\{z\in \mathbf {C} :|z|<1\}}, отображающая его на {\displaystyle U} взаимно однозначно.

## Замечания
Голоморфная функция, являющаяся взаимно-однозначной (то есть обратимой), является конформным отображением, так что теорему можно формулировать в терминах конформной эквивалентности. Также, не имеет значения, утверждать существование функции {\displaystyle f\colon \Delta \to U} или обратной, {\displaystyle f^{-1}\colon U\to \Delta }.
Можно даже требовать существования отображения из любой односвязной области в любую другую односвязную — утверждение теоремы от этого не станет сильнее.
Данная теорема кажется парадоксальной, так как условия на область являются чисто топологическими и никак не оговаривают геометрию её границы.
В самом деле, сравнительно легко строятся конформные отображения круга не только на многоугольники и прочие фигуры обладающие углами, но и области наподобие круга с одним вырезанным радиусом и т. д.
При некоторой сноровке даже строится функция на круге, образ которой имеет границу нигде не гладкую.
Впрочем, Риман сумел доказать теорему лишь в предположении кусочной гладкости границы.

## Единственность отображения
Поскольку единичный круг легко нетождественно конформно отобразить на себя, то искомое конформное отображение единственным быть не может.
Однако легко видеть, что весь произвол в построении отображения и относится на счёт автоморфизмов единичного круга, которые образуют вещественную 3-мерную группу Ли.

## Вариации и обобщения
- Если вместо области на комплексной плоскости рассматривать область на произвольной римановой поверхности, то мы приходим к теореме об униформизации.

- Попытки обобщить данную теорему на вещественную конформную геометрию в размерностях выше 2, как и на комплексную геометрию в размерностях выше 1, используя понятие голоморфного отображения, к особым успехам не привели. Доказано, что и в том и другом случае для эквивалентности областей уже недостаточно чисто топологических условий. Теорема геометризации может рассматриваться как вариант обобщения теоремы на трёхмерный случай.